# Zeměžluč okolíkatá
Zeměžluč okolíkatá (Centaurium erythraea) je jednoletá nebo dvouletá bylina z čeledi hořcovitých. Používají se často i synonyma: zeměžluč hořká, zeměžluč lékařská, zeměžluč menší.

## Rozšíření
Roste s oblibou na světlých, sušších stráních a loukách, kamenitých náspech, podél křovin i v polích. Vyskytuje se téměř v celé Evropě, v mírném a subtropickém pásu v severní Africe, ve střední, jižní a Malé Asii i na západní Sibiři. Zavlečena byla také do Severní Ameriky, na Nový Zéland či do Austrálie. V České republice se vyskytuje roztroušeně téměř po celém území.

## Popis
Je to 10 až 40 cm vysoká bylina, se vztyčenou, v horní části většinou větvenou tuhou lodyhou slabě čtyřhranného průřezu. V prvém roce vyrůstá pouze přízemní růžice 2 až 3 cm dlouhých obkopinatých listů, které jsou při kvetení již někdy zaschlé. V druhém roce vyroste lysá lodyha řídce porostlá světlezelenými, protilehlými, přisedlými, podlouhle vejčitými až kopinatými listy, většinou s třemi až pěti zřetelnými žilkami. Listy v horní části lodyhy jsou menší, celokrajné nebo jemně vroubkované. Má tlustý kořen s tenkými postranními kořínky.
Růžovo-červené, vzácně bílé květy se nacházejí na vrcholcích lodyh a jsou uspořádány do vrcholíkových květenství; měří v průměru asi 1 cm. Mají pětizubý, hluboce rozeklaný kalich a pěticípou nálevkovitou korunu s trubkou dvojnásobně delší než kalich. Tyčinek přirostlých dlouhými nitkami ke koruně je pět; jejich žluté prašníky se po dozrání pylu spirálovitě zkrucují. Svrchní semeník ze dvou plodolistů má čnělku se dvěma bliznami.
Zeměžluč okolíkatá kvete od července do září. Květ se otvírá za slunného počasí brzy po ránu a je připraven na cizosprašné opylení. Po poledni se koruna opět zavírá, přičemž přitlačuje prašníky na blizny. Nebyl-li dosud na blizny přinesen hmyzem pyl z jiného květu, dojde k samoopylení. Plodem je dvoupouzdrá válcovitá dvouchlopňová tobolka; obsahuje mnoho drobných, na povrchu svraštělých semen.

## Použití
Zeměžluč okolíkatá se používá jako součást čajových směsí na podporu trávení, při žaludečních potížích a onemocněních jater se sníženým vylučováním žluči. Slouží také jako posilující prostředek při celkové slabosti a v rekonvalescenci a jako pomocný lék při cukrovce. Zevně se používá na špatně se hojící rány. Nať, která se sbírá na počátku kvetení a pak rychle suší ve stínu, obsahuje hlavně glykosidy, hořčiny, silice a třísloviny.

## Ohrožení
V ČR je zeměžluč okolíkatá hodnocena v Červeném seznamu cévnatých rostlin jako druh vyžadující pozornost – C4. V Německu a Polsku je zeměžluč okolíkatá chráněným druhem.